# 合剌不花
合剌不花，元朝蒙古官员，杰烈宜氏。
早年与許謙友善，从其为学，诚意不欺。后来为官，担任台州路达鲁花赤。至正四年，转任徽州路达鲁花赤。合剌不花清廉公平自持。徽州六县上交永丰仓粟，官吏害民很甚，合剌不花亲临监视，力除旧弊。说：“法所以防奸，事苟办集，不用法可也。”完成工作后，他携一羊皮，坐在山颠水旁，终日歌咏。有诉讼之人就在途中处理。考绩为天下第一，朝廷赐衣锦一袭。后辞官，在家去世。